# Michael Baumgarten
Pour les articles homonymes, voir Baumgarten.
Michael Baumgarten (25 mars 1812-21 juillet 1889), est un théologien protestant prussien. 

## Biographie
Baumgarten est né à Haseldorf dans le duché de Holstein. Il étudie à l'Université de Kiel (1832) et devient professeur ordinarius de théologie à Rostock (1850). Universitaire libéral, il se fait connaître en 1854 grâce à un ouvrage intitulé "Die Nachtgesichte Sacharjas. Eine Prophetenstimme aus der Gegenwart ", dans lequel, partant de textes de l'Ancien Testament et prenant le ton d'un prophète, il aborde des sujets de toutes sortes .
Lors d'une conférence pastorale en 1856, il défend hardiment la liberté protestante en ce qui concerne la sainteté juridique du dimanche. Ceci, avec d'autres tentatives de libéralisation de la religion, le met en conflit avec les autorités ecclésiastiques de Mecklembourg, et en 1858 il est privé de son poste de professeur  .
Il voyage ensuite à travers les états allemands, exigeant justice, racontant l'histoire de sa vie ("Christliche Selbstgesprache ", 1861) et donnant des conférences sur la vie de Jésus (" Die Geschichte Jesu : für das Verständniss der Gegenwart ", 1859). En 1865, il participe à la fondation de la Deutsche Protestantenverein, mais s'en retire en 1877. A plusieurs reprises (1874, 1877 et 1878), il siège au Reichstag comme membre du parti progressiste .

## Autres ouvrages publiés
- Die Apostelgeschichte, oder, der Entwickelungsgang der Kirche von Jerusalem bis Rom: Ein biblisch-historischer Versuch, (1852, deuxième édition 1859), traduit en anglais par AJW Morrison comme "Les Actes des Apôtres : ou, L'histoire de l'église à l'âge apostolique ", 1854[3].
- Doktor Martin Luther, ein Volksbuch (188l).

Hans Hinrich Studt publie son autobiographie en 1891 (2 volumes); voir aussi Karl Schwarz, Zur Geschichte der neuesten Theologie (1856, 4e édition 1869); Frédéric Auguste Lichtenberger, "Histoire de la théologie allemande au XIXe siècle" (1889); Paul Zeller, Calwer Bibellexikon .